# Raymond Battalio
Raymond Charles Battalio (* 1938 in Chicago; † 1. Dezember 2004) war ein US-amerikanischer Ökonom.

## Leben
Battalio erlangte 1966 an der University of California, Berkeley einen B.S.-Abschluss und wechselte anschließend an die Purdue University, an der er 1968 einen M.S.-Abschluss erwarb und 1970 zum Ph.D. in Wirtschaftswissenschaften promoviert wurde. Von 1969 bis 1975 war er Assistenzprofessor, von 1975 bis 1981 Associate Professor und anschließend bis zu seinem Tod Wirtschaftsprofessor an der Texas A&M University. Von 1988 bis 1989 bekleidete er das Amt des Präsidenten der Economic Science  Association.
Battalio, der zusammen mit John H. Kagel als der Pionier auf dem Gebiet der Experimentellen Wirtschaftsforschung gilt, starb 2004 nach kurzer, schwerer Krankheit. Er forschte auf dem Gebiet der Spiel- und Verhaltenstheorie, insbesondere im Kontext zu Entscheidungen unter Information und Unsicherheit.

## Publikationen (Auswahl)
- mit John H. Kagel und Leonard Green: Economic Choice Theory: An Experimental Analysis of Animal Behavior, Cambridge University Press, Cambridge 1995. ISBN 978-0-521-45488-9.